# Колпаков, Вадим Григорьевич
Вадим Григорьевич Колпаков (род. 17 августа 1981, Саратов) — гитарист-виртуоз и актёр, играет на семиструнной гитаре.

## Биография
Вадим Колпаков родился в семье цыган-сэрвов в Саратове. Его родители занимались коммерческой деятельностью. В 14 лет Колпаков переехал в Москву, где жил в то время его дядя, гитарист-виртуоз Александр Колпаков. Дядя стал его учителем игры на семиструнной гитаре на шесть лет.
Первый год жизни в Москве Колпаков обучался в студии цыганского творчества «Гилори», после неё стал работать в Московском музыкально-драматическом театре «Ромэн» и продолжал обучение уже в театральных мастерских. С 1997 года стал играть в группе «Колпаков трио», созданной Александром Колпаковым. Со временем стал солистом и одним из ведущих артистов театра «Ромэн», являлся личным аккомпаниатором народного артиста СССР Николая Сличенко и в качестве гитариста входил во все музыкальные спектакли; некоторые композиции в этих спектаклях были написаны именно им. В театре ему также приходилось быть вокалистом, танцором и актёром. Всего Вадим отработал там восемь лет. Он также работал с различными московскими цыганскими музыкальными группами, включая группу под руководством Галины Эрденко «Джелем».
В 1999 году принял участие в проекте «Gypsy Caravan» (США) в составе «Колпаков трио», был замечен газетой «New York Times», посвятившей ему статью. В 2000 году записал саундтрек к финскому мультфильму о цыганах «Девушка с чёрными волосами» («Mire bala kale hin»). В 2004 году создал собственную группу «ВИА Ромэн» в США.
Выступал в Кремле, Карнеги Холле, на фестивалях «Кхаморо», Нью-йоркском цыганском, неоднократно участвовал в программах российского и американского национального телевидения и радио, сотрудничал с такими артистами, как Мадонна, Василий Романи, Евгений Гудзь, Аркадий Гипс, с группами «Талисман», «Тараф де Хайдукс», «Мусафир», «Калы яг», и с ансамблями Антонио Эль Пипы и Юрия Юнакова.
Записи Колпакова звучат в сборниках «Лучшие цыганские песни и романсы XX-го столетия» (2000—2001), «Шедевры цыганской музыки: цыганская семиструнная гитара» (2002), «20 хитов семиструнной гитары» (2002), на компакт-дисках «Ты душа моя» (с московской группой «Джелем») и «Стеша» (A Tribute To Stesha — Early Music of Russian Gypsies, 2005; с американской группой «Talisman» и «Колпаков трио» и в других музыкальных проектах.
В 2008 году вместе с Александром Колпаковым участвовал в туре Мадонны Sweet & Sticky, в том числе имел там сольные номера.